# 渥赫佩
在拉科塔神话中，渥赫佩“Wóȟpe”(被不正确地拼为“Wohpe”)是一位和平女神，她是维(Wi)和月亮罕格赫皮维(Haŋhépi-Wi)的女儿，南风神的妻子。当她造访大地时，她送给达科塔印第安人(苏族)一枝烟斗作为和平的象征。后来，渥赫佩变成了白水牛犊女(White Buffalo Calf Woman)。渥赫佩的另一个替代名叫做普特珊维(Ptehíŋčalasaŋwiŋ)。
渥赫佩这个名字是指流星并代表和平、和谐、沉思和轮世。她的圣石是绿松石，一种颜色从天蓝到蓝绿至深绿的玉石。人类采掘绿松石已有数百年了，曾被古埃及人、波斯人、阿兹特克人以及南亚和中美洲其他民族用来制作珠宝和护身符。但是，最为出名的可能是北美土著对它的应用，它被巫医视为治疗、求雨和祈求保护的珍贵圣物。